# Palas in kentaver
Palas in kentaver' je slika italijanskega renesančnega slikarja Sandra Botticellija, iz okoli leta 1482. Zdaj je v galeriji Uffizi v Firencah. Pomlad je bila predlagana kot spremljevalni kos, čeprav je drugačne oblike . Uporabljeni medij je tempera barva na platnu, njena velikost pa 207 x 148 cm. Slika je bila retuširana na več mestih in te retuše so zbledele.
Figuri naravne velikosti sta iz klasične mitologije in verjetno tvorita alegorijo. Na levi je kentaver, na desni pa ženska figura, ki ima zelo izdelano helebardo. Stiska kentavrove lase in on se zdi pokoren. Ženska figura se je v najzgodnejšem zapisu slike imenovala Camilla, popis iz leta 1499, potem pa se v popisu iz leta 1516 imenuje Minerva, rimski ekvivalent Palas Atene, ki je v zadnjem času še vedno njena običajna identifikacija . Umetnostni zgodovinar Arthur Frothingham je predlagal, da je ona Florencia, poosebitev mesta Firence .
Camilla je bila figura iz posebne rimske mitologije (če je ni le izumil Virgilij za Eneido), princesa, ki jo je v gozdu vzgojil njen oče, izgnani kralj Metabus, ki je bil lovec na deviške bojevnice, za katere bi lahko veljalo, da bi pokorile kentavre za dnevna dela. Palas / Minerva je nasprotno glavno božanstvo, boginja modrosti, trgovine in še marsičesa drugega. Kentavri so povezani z nenadzorovano strastjo, poželenjem in čutnostjo, vsaj del pomena slike pa je jasno v tem, da je strast podvržena razumu. V teh splošnih smernicah so predlagani različni bolj specifični osebni, politični in filozofski pomeni.
Fino Palasino oprijeto obleko krasijo trije obroči z napisom družine Medici, kar potrjuje, da je bila slika narejena za družino Medici. Nosi lovorove veje, zapletene okoli rok in prsi kot krona; pogosto je bila to aluzija na Lorenza de' Medici. Na hrbtu ima ščit in na nogah usnjene sandale. Helebarda, zlasti v tako obsežni in izpopolnjeni obliki, je bila orožje, ki so ga nosili stražarji in ne na bojišču, kentavra pa so menda aretirali, ko se je pripravljal na streljanje z lokom .

## Zgodovina
Slika je običajno slogovno datirana okoli leta 1482 ali 1483, kmalu po Botticeliijevi vrnitvi iz Rima, kjer je bil del projekta poslikave Sikstinske kapele. Značilnosti kentavra so blizu lastnostim Mojzesa v eni izmed njegovih tamkajšnjih fresk. Slika je pogosto povezana s poroko Lorenza di Pierfrancesca de' Medici leta 1482 s Semiramido Appiano, morda kot poročno darilo Lorenza de' Medici ('il Magnifico').
Glede na napise na Palasini obleki jo je predvidoma naročila družina Medici in je prav tako kot številne Botticellijeve slike z večino zbirke prešla na galerijo Uffizi. Leta 1499 je popisana v isti sobi kot Botticellijeva Pomlad, v mestni palači Lorenza di Pierfrancesca de Medici v Firencah in njegovega brata Giovannija "Il Popolano". Bila sta bratranca Lorenza de' Medici, vladarja Firenc in po očetovi zgodnji smrti njegova družinska linija. V poznem 16. stoletju je visela v Palazzo Vecchio . Leta 1638 je bila v medičejski vili Villa di Castello, kot Pomlad, nato pa približno leta 1830 zapisana v palači Pitti , do takrat pa je bil Botticelli nemoden in je veljal predvsem za zgodovinsko zanimivost.
Slika je bila takrat malo znana, dokler je leta 1895 v eni od predprostorov palače Pitti ni opazil angleški umetnik William Blundell Spence, živeč v Firencah . Slika je bila v galeriji Uffizi od leta 1922. 
Leta 2015 je bila ta slika med drugimi slikami Botticellija na razstavi v Berlinu, preden se je preselila v London. Na razstavi je bilo med drugimi Botticellijevimi deli tudi Rojstvo Venere .
O njej je napisala roman Linda Proud, ki opisuje Botticellija, to sliko in njene možne interpretacije.

## Interpretacija
Če jo je Lorenzo de' Medici daroval za poroko svojega bratranca, lahko obe figuri predstavljata par, poleg vseh drugih interpretacij. Dežele nevestinega očeta, gospoda Piombina na ligurski obali in otok Elba tik ob njem, bi se lahko štele za del lovišča Camille. Možna interpretacija slike je, da Lorenzo de' Medici, če je bil glavni naročnik tega umetniškega dela, predstavlja Palas, ko premaga pohlep, ki ga obdaja - zastopa ga kentaver - ko se je pogumno odpravil v Neapelj do obrne zavezništva in konča Pazzijevo vojno.  Italijansko za 'kroglice' v grbu Medičejcev je palle, njihovi podporniki pa so se včasih imenovali palleschi, kar še povečuje verjetnost političnih interpretacij .
Palas je figura razuma, ki drži zver naše narave - ki jo predstavlja tudi kentaver - za lase in jo gleda brez strahu. To je povezano s teorijo nezavednega Sigmunda Freuda in tudi z renesančno neoplatonistko Marsilio Ficino o ideji človeške duše kot delno živali in del človeka. Razlagali so jo kot alegorijo o miru po Pazzijevih vojnah .
Frothingham je izjavil, da je Botticellijeva zamisel za sliko lahko izhajala iz slike iz Chronography 354, rimskega koledarja Furiusa Dionysiusa Filocalusa, tajnika papeža Damasa I. Koledar prikazuje personifikacijo mesta Trier kot žensko bojevnico s sulico in ščitom, ki je držala lase moške figure z lokom in puščicami za noge. Moški je manjši od ženske in je videti, kot da bi se rad izognil njenemu prijemu. Obe deli sta si zelo podobni in mogoče je Botticelli svojo idejo dobil s te slike, ko je videl kopijo. 

## Risbe
Obstajajo tri risbe v Botticellijevem slogu Palas, ki so morda zgodnje ideje za sliko, čeprav nobena ni zelo blizu končni sliki, in vse se zdi, da so študije za samo eno stoječo figuro. V dveh nosi veliko oljčno vejo in drži čelado. So v Uffiziju, Ashmolovem muzeju v Oxfordu in Pinacoteca Ambrosiana v Milanu.